# DrumSpirit
DrumSpirit is een Belgisch indoor percussie-ensemble uit Dadizele.

## Competities
Het ensemble behaalde noemenswaardige resultaten op tal van competities.
Binnen het circuit van Indoor Percussion Europe won het in 2008 de eerste plaats binnen de European Class. In 2009 behaalde het een tweede plaats op de 2009 IPE Belgian Percussion Regional en een derde plaats binnen de International Class op de 2009 IPE European Championships. In 2010, 2011 en 2012 won het ensemble een tweede plaats binnen de International Class. In 2013 en 2015 werd het kampioen binnen de International Class.
In 2010 en 2014 nam het ensemble voor deel aan de WGI World Championships in de Verenigde Staten. In 2010 behaalde het binnen de Independent A Class een zesde plaats met 87,50 punten. In 2014 haalde DrumSpirit als eerste Europese groep de finales met 90,325 punten, wat een negende plaats opleverde.

## Instrumenten
Drumspirit bestaat uit een frontensemble en een drumline.
Het front bestaat uit de melodische instrumenten: marimba's, vibrafonen, xylofonen, een keyboard, een gitaar en een rek waar al het kleine slagwerk op is bevestigd.
De drumline bestaat uit instrumenten die gedragen kunnen worden: grote en kleine trommen, tenortrommen en cimbalen.